# Валле-ди-Ростино
Валле-ди-Ростино (фр. Valle-di-Rostino, корс. E Valle di Rustinu) — коммуна во Франции, находится в регионе Корсика. Департамент коммуны — Верхняя Корсика. Входит в состав кантона Голо-Морозалья. Округ коммуны — Корте.
Код INSEE коммуны — 2B337.

## Население
Население коммуны на 2008 год составляло 132 человека.
| 1962 | 1968 | 1975 | 1982 | 1990 | 1999 | 2008 |
| ---- | ---- | ---- | ---- | ---- | ---- | ---- |
| 109  | 131  | 115  | 108  | 83   | 83   | 132  |

## Экономика
В 2007 году среди 70 человек в трудоспособном возрасте (15—64 лет) 42 были экономически активными, 28 — неактивными (показатель активности — 60,0 %, в 1999 году было 47,4 %). Из 42 активных работали 32 человека (21 мужчина и 11 женщин), безработных было 10 (3 мужчины и 7 женщин). Среди 28 неактивных 5 человек были учениками или студентами, 10 — пенсионерами, 13 были неактивными по другим причинам.